# Грибовка (Куйбишевський район)
Грибовка (рос. Грибовка) — присілок в Куйбишевському районі Калузької області Російської Федерації.
Населення становить 81 особу. Входить до складу муніципального утворення Село Мокре.

## Історія
Від 2004 року входить до складу муніципального утворення Село Мокре.

## Населення
| 2002 | 2010 |
| ---- | ---- |
| 99   | ↘81  |